# شهرستان سویتاوی
ناحیهٔ سویتاوی (به لاتین: Svitavy District) یک ناحیه در جمهوری چک است که در منطقه پاردوبیتسه واقع شده‌است. ناحیهٔ سویتاوی ۱٬۳۷۸٫۵۶ کیلومتر مربع مساحت و ۱۰۴٬۵۵۷ نفر جمعیت دارد.